# (2959) Scholl
(2959) Scholl es un asteroide perteneciente al cinturón exterior de asteroides descubierto por Edward L. G. Bowell desde la Estación Anderson Mesa, en Flagstaff, Estados Unidos, el 4 de septiembre de 1983.

## Designación y nombre
Scholl fue designado inicialmente como 1983 RE2.
Más tarde, en 1984, se nombró en honor del astrónomo alemán Hans Scholl.

## Características orbitales
Scholl orbita a una distancia media de 3,946 ua del Sol, pudiendo acercarse hasta 2,858 ua y alejarse hasta 5,034 ua. Su inclinación orbital es 5,233 grados y la excentricidad 0,2757. Emplea 2864 días en completar una órbita alrededor del Sol.

## Características físicas
La magnitud absoluta de Scholl es 11.Tiene un diámetro de 34,11 km y un periodo de rotación de 16 horas. Su albedo se estima en 0,0503.